# UCI Coupe des Nations Femmes Juniors 2023
Navigation
Édition précédente Édition suivante
L'UCI Coupe des Nations Femmes Juniors 2023 est la 8e édition de l'UCI Coupe des Nations Femmes Juniors. Elle est réservée aux cyclistes de sélections nationales de moins de 19 ans (U19). Elle est organisée par l'Union cycliste internationale. 
Cinq manches sont au programme, auxquelles il faut ajouter les championnats du monde et continentaux juniors,. 

## Résultats

### Épreuves
| Date            | Épreuve                                           | Pays        | Vainqueur                 | Deuxième                  | Troisième           | Leader (nations) |
| --------------- | ------------------------------------------------- | ----------- | ------------------------- | ------------------------- | ------------------- | ---------------- |
| 9 février       | Championnat d'Afrique du contre-la-montre juniors | Égypte      | Siham Bousba              | Malak Mechab              | Alemu Keno          | Algérie          |
| 11 février      | Championnat d'Afrique sur route juniors           | Égypte      | Malak Mechab              | Hosna Bellili             | Alemu Keno          | Algérie          |
| 19 mars         | Piccolo Trofeo Alfredo Binda                      | Italie      | Cat Ferguson              | Julie Bego                | Silje Bader         | Grande-Bretagne  |
| 30 mars         | Championnat d'Océanie du contre-la-montre juniors | Australie   | Felicity Wilson-Haffenden | Mackenzie Coupland        | Keira Will          | Grande-Bretagne  |
| 1er avril       | Championnat d'Océanie sur route juniors           | Australie   | Talia Appleton            | Felicity Wilson-Haffenden | Nicole Duncan       | Grande-Bretagne  |
| 21-23 avril     | Circuit de Borsele juniors                        | Pays-Bas    | Isabel Sharp              | Federica Venturelli       | Cat Ferguson        | Grande-Bretagne  |
| 6-7 mai         | Tour du Gévaudan                                  | France      | Federica Venturelli       | Julie Bego                | Xaydée Van Sinaey   | Grande-Bretagne  |
| 8 juin          | Championnat d'Asie du contre-la-montre juniors    | Thaïlande   | Thi Be Hong Nguyen        | Asal Rizaeva              | Chai Roug Lee       | Grande-Bretagne  |
| 11 juin         | Championnat d'Asie sur route juniors              | Thaïlande   | Thi Ngoc Thao Thach       | Evgenia Zaam              | Asal Rizaeva        | Grande-Bretagne  |
| 22-23 juillet   | Bizkaikoloreak                                    | Espagne     | Julie Bego                | Cat Ferguson              | Célia Gery          | Grande-Bretagne  |
| 5 août          | Championnat du monde sur route juniors            | Royaume-Uni | Julie Bego                | Cat Ferguson              | Fleur Moors         | Grande-Bretagne  |
| 10 août         | Championnat du monde du contre-la-montre juniors  | Royaume-Uni | Felicity Wilson-Haffenden | Isabel Sharp              | Federica Venturelli | Grande-Bretagne  |
| 15-17 septembre | Watersley Ladies Challenge                        | Pays-Bas    | Federica Venturelli       | Fleur Moors               | Carys Lloyd         | Grande-Bretagne  |
| 20 septembre    | Championnat d'Europe du contre-la-montre juniors  | Pays-Bas    | Federica Venturelli       | Stina Kagevi              | Hannah Kunz         | Grande-Bretagne  |
| 24 septembre    | Championnat d'Europe sur route juniors            | Pays-Bas    | Fleur Moors               | Federica Venturelli       | Léane Tabu          | Grande-Bretagne  |

### Classement par nations
| #  | Pays            | Pts. |
| -- | --------------- | ---- |
| 1  | Grande-Bretagne | 190  |
| 2  | Italie          | 180  |
| 3  | France          | 164  |
| 4  | Belgique        | 144  |
| 5  | Pays-Bas        | 94   |
| 6  | Allemagne       | 70   |
| 7  | Canada          | 57   |
| 8  | Australie       | 43   |
| 9  | Irlande         | 28   |
| 10 | Danemark        | 24   |